# Miss Uruguay
Miss Uruguay  est un concours de beauté annuel tenu en Uruguay .

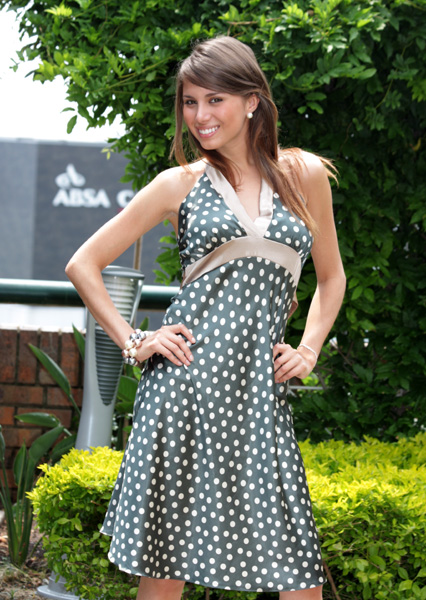
Fatimih Davila, Miss Uruguay 2008 pendant le concours Miss Monde 2008

Différentes jeunes femmes peuvent être représentantes de l'Uruguay aux concours de Miss Univers, Miss Monde, Miss Terre et Miss international.

## Palmarès des Miss Uruguay
| Lauréate | Nom                                               | Département représentée | Pays de résidence | Notes |
| -------- | ------------------------------------------------- | ----------------------- | ----------------- | --- |
| 1930     | Alicia Gómez                                      | Maldonado               |                   | |
| 1952     | Rosa Adela Nenella Prunell                        | Maldonado               |                   | |
| 1952     | Gladys Stella Rubio Fajardo                       | Soriano                 | Argentine         | Elle a été élue Miss Amérique du Sud 1953 |
| 1953     | Ada Alicia Ibáñez Amengual (°1933-†?)             | Maldonado               | États-Unis        | |
| 1954     | Ana Moreno                                        | Montevideo              |                   | |
| 1955     | Inge Hoffmann                                     | Montevideo              |                   | |
| 1956     | Guillermina Titina Aguirre                        | Montevideo              |                   | |
| 1957     | Gabriela Pascal                                   | Montevideo              |                   | |
| 1958     | Irene Augustyniak                                 | Montevideo              |                   | |
| 1959     | Claudia Bernat                                    | Montevideo              |                   | |
| 1960     | Iris Teresa Ubal Cabrera                          | Montevideo              |                   | |
| 1961     | Susanna Lausorog Ferrari                          | Montevideo              |                   | |
| 1962     | Nelly Pettersen Vasigaluz                         | Montevideo              |                   | |
| 1963     | Graciela Pintos                                   | Montevideo              |                   | |
| 1964     | Delia Babiak                                      | Montevideo              |                   | |
| 1965     | Sonia Raquel Gorbaran                             | Montevideo              |                   | |
| 1966     | Susana Regeden                                    | Montevideo              |                   | |
| 1967     | Mayela Berton Martínez                            | Montevideo              |                   | |
| 1968     | Graciela Minarrieta                               | Montevideo              |                   | |
| 1969     | Julia Möller Roche (°1949-)                       | Montevideo              |                   | |
| 1970     | Reneé Buncristiano                                | Montevideo              |                   | |
| 1971     | Alba Techeira López                               | Montevideo              |                   | |
| 1972     | Cristina Moller                                   | Montevideo              |                   | |
| 1973     | Yolanda Ferrari                                   | Montevideo              |                   | |
| 1974     | Mirta Graziella Rodríguez                         | Montevideo              |                   | |
| 1975     | Evelyn Rodríguez                                  | Montevideo              |                   | |
| 1976     | Sara Alaga Valega                                 | Montevideo              |                   | |
| 1977     | Adriana Umpierre Escudero                         | Montevideo              |                   | |
| 1978     | María del Carmen da Rosa                          | Salto                   |                   | |
| 1979     | Elizabeth Busti                                   | Salto                   |                   | |
| 1980     | Beatriz Antúñez                                   | Montevideo              |                   | |
| 1981     | Griselda Dianne Anchorena                         | Montevideo              |                   | |
| 1982     | Silvia Beatriz Vila Abavian                       | Montevideo              |                   | |
| 1983     | María Jacqueline Beltrán                          | Montevideo              |                   | |
| 1984     | Giselle Barthou Quintes                           | Montevideo              |                   | |
| 1985     | Andrea Beatríz López Silva                        | Montevideo              |                   | |
| 1986     | Norma Silvana García Lapitz                       | Montevideo              |                   | |
| 1987     | María Victoria Zangaro Groso                      | Montevideo              |                   | |
| 1988     | Carla Trombotti                                   | Montevideo              |                   | |
| 1989     | Carolina Pies Riet                                | Montevideo              |                   | |
| 1990     | Ondina Pérez Isaza                                | Montevideo              |                   | |
| 1991     | Adriana Comas Silvera                             | Cerro Largo             |                   | |
| 1992     | Gabriela Ventura Escoba                           | Montevideo              |                   | |
| 1993     | María Fernanda Navarro Guigou                     | Montevideo              |                   | |
| 1994     | Leonora Îrene Dibueno Fenocchi                    | Montevideo              |                   | |
| 1995     | Sandra Znidaric                                   | Montevideo              |                   | |
| 1996     | Adriana Sandra Maidana                            | Montevideo              |                   | |
| 1997     | Ana González                                      | Montevideo              |                   | |
| 1998     | Virginia Lourdes Russo Marrero                    | Montevideo              |                   | |
| 1999     | Verónica González                                 | Montevideo              |                   | |
| 2000     | Natalia Figueras Cabezas                          | Montevideo              |                   | |
| 2001     | Carla Leticia Piaggio Taracido                    | Montevideo              |                   | |
| 2002     | Fiorella Fleitas                                  | Canelones               |                   | |
| 2003     | Natalia Rodríguez Lassiy                          | Montevideo              |                   | |
| 2004     | Nadia Theoduloz (°1986-)                          | Maldonado               |                   | |
| 2005     | Viviana Antonella Arenas                          | Salto                   | Uruguay           | |
| 2006     | Fatimih Dávila Sosa (°1988-†2019)                 | Maldonado               | Mexique           | Elle a terminé 1re dauphine à l'élection de Miss Continente Americano 2006. |
| 2007     | Giannina Carla Silva Varela (°1984-)              | Artigas                 | Uruguay           | Élue Miss Amérique latine 2007, Giannina Silva est déchue de son titre en octobre 2007 pour ne pas avoir respecter les règles imposées par le concours. Son titre revient de droit à la Guatémaltèque, Heidi García, sa première dauphine,. |
| 2008     | Paula Andrea Díaz Galione (°1989-)                | Canelones               | Nicaragua         | Elle a terminé 1re finaliste à l'élection de Reina Hispanoamericana 2008. |
| 2009     | Cinthia Carolina D'Ottone Reyna                   | Colonia                 |                   | |
| 2010     | Stephany Ortega Da Costa                          | Montevideo              |                   | |
| 2011     | María Fernanda Semino                             | Montevideo              |                   | |
| 2012     | Camila Vezzoso García (°1993-)                    | Artigas                 |                   | |
| 2013     | Micaela Orsi Jorcín                               | Colonia                 |                   | |
| 2014     | Johana Riva Garabetian                            | Montevideo              |                   | |
| 2015     | Bianca Sánchez Pico (°1996-)                      | Montevideo              |                   | |
| 2016     | Magdalena Cohendet                                | Artigas                 |                   | |
| 2017     | Marisol Acosta                                    | Canelones               |                   | |
| 2018     | Sofía Marrero                                     | Canelones               |                   | |
| 2019     | Fiona Tenuta Vanerio                              | Maldonado               |                   | Fiona Vanerio a été nommée Miss Univers Uruguay 2019 par Osmel Sousa, directeur national de Miss Univers Uruguay,. |
| 2020     | Tania Lola Magdalena de los Santos Biccò (°1997-) | Paysandú                |                   | |
| 2022     | Carla Romero                                      | Montevideo              |                   | |
| 2024     | Yanina Lucas                                      | Lavalleja               |                   | |

## Miss Univers Uruguay
| Année | Nom                              | Région     |
| ----- | -------------------------------- | ---------- |
| 2004  | Nadia Theoduloz                  | Maldonado  |
| 2004  | Nicole Dupont Giglio             | Florida    |
| 2005  | Viviana Antonela Arena Galvalisi | Salto      |
| 2006  | Fatimih Dávila Sosa              | Maldonado  |
| 2007  | Giannina Carla Silva Varela      | Artigas    |
| 2008  | Paula Andrea Díaz Galeone        | Canelones  |
| 2009  | Cinthia Carolina D'Ottone Reyna  | Colonia    |
| 2010  | Stephany Ortega                  | Rocha      |
| 2011  | Fernanda Semino                  | Montevideo |
| 2012  | Camila Vezzoso                   | Artigas    |
| 2013  | Micaela Orsi                     | Colonia    |
| 2014  | Johana Riva                      | Montevideo |
| 2015  | Bianca Sánchez Picos             | Montevideo |
| 2016  | Magdalena Cohendet               | Artigas    |
| 2017  | Marisol Acosta                   | Canelones  |
| 2018  | Sofía Marrero                    | Canelones  |
| 2019  | Fiona Tenuta Vanerio             | Maldonado  |
| 2020  | Lola de los Santos               | Paysandú   |
| 2022  | Carla Romero                     | Montevideo |
| 2024  | Yanina Lucas                     | Lavalleja  |

## Miss Mundo Uruguay
| Année | Nom                               | Région     |
| ----- | --------------------------------- | ---------- |
| 2004  | María Jimena Rivas                | Maldonado  |
| 2005  | Daniela Tambasco                  | Montevideo |
| 2006  | Soledad Gagliardo                 | Montevideo |
| 2009  | Claudia Rossina Vanrell Escalante | Maldonado  |
| 2010  | Eliana Olivera                    | Maldonado  |
| 2011  | Belen Sogliano                    | Montevideo |
| 2012  | Valentina Henderson Aromburu      | Artigas    |
| 2014  | Romina Fernández Sellanes         | Montevideo |
| 2015  | Sherika de Armas Elías            | Montevideo |
| 2016  | María Romina Trotto Morales       | Montevideo |
| 2017  | Melina Carballo Fagúndez          | Montevideo |
| 2021  | Valentina Camejo                  | Montevideo |
| 2023  | Tatiana Luna                      | Montevideo |

## Miss Uruguay Internacional
| Année | Nom                | Région |
| ----- | ------------------ | ------ |
| 2010  | Evangelina Lechini | Salto  |

## Autres concours de beauté en Uruguay
- Miss Atlántico Internacional
- Reina de Punta del Este
- Miss Ocean Club
- Reina Nacional de la Vendimia
- Reina del Carnaval
- Reina de las Llamadas
- Reina de Escuelas de Samba (desde 2009 - presente)
- Reina de la Semana de la Cerveza
- Reina de la Colectividad Española
- Miss Verano